# Wojskowy Ośrodek Spadochronowy w Bydgoszczy
Wojskowy Ośrodek Spadochronowy w Bydgoszczy (WOS) – jednostka szkoleniowa Wojska Polskiego, istniejąca w okresie od 1 maja do 13 września 1939 w Bydgoszczy. 

## Historia

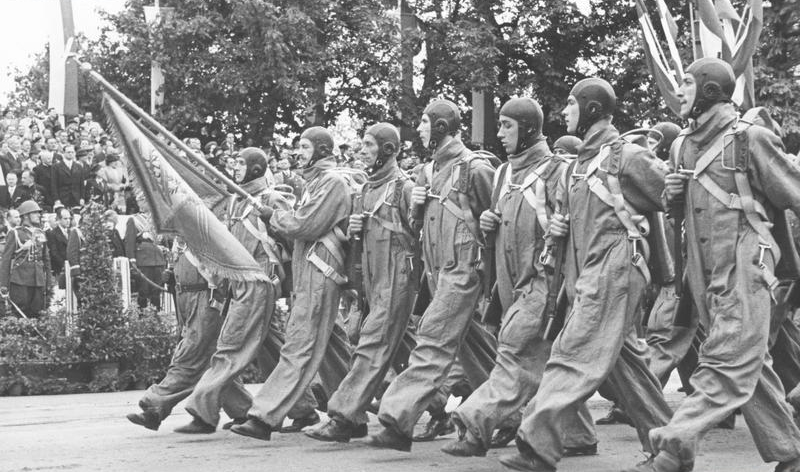
Spadochroniarze WOS podczas defilady w 1939

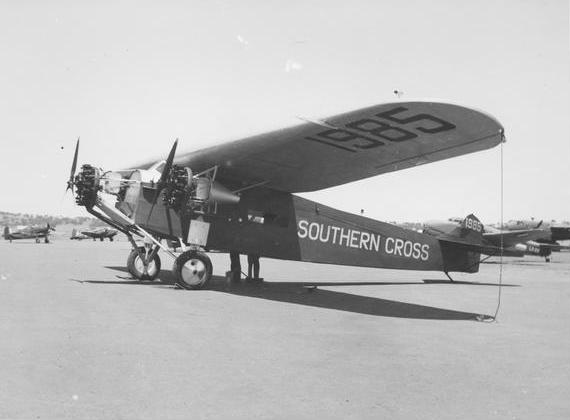
Samoloty Fokker F.VII używane w Wojskowym Ośrodku Spadochronowym w Bydgoszczy

Początki spadochroniarstwa w Polsce sięgają 1936 i związane są z działaniami LOPP. W 1938 w kilkunastu miastach w Polsce, w tym w Bydgoszczy wzniesiono wieże spadochronowe do wstępnego szkolenia, a pierwsze desanty ćwiczono na manewrach wojskowych. Intensywne działania organizacyjne związane ze szkoleniem wojskowych skoczków rozpoczęto w styczniu 1939. 
W maju 1939 na lotnisku w Bydgoszczy utworzono pierwszy (i jedyny) w kraju Wojskowy Ośrodek Spadochronowy (WOS), w celu kształcenia kandydatów do jednostek powietrznodesantowych. Pod koniec 1938 przystąpiono do formowania Wydzielonego Dywizjonu Towarzyszącego z 4 Pułku Lotniczego w Toruniu w składzie: 2 eskadry towarzyszące (46 i 49 Eskadra), pododdział parkowy i portowy, podkwatermistrzostwo i służby. Dowódcą mianowano mjr. pil. Romana Rudkowskiego. Dywizjon przeznaczony był do wsparcia sił polskiego Korpusu Interwencyjnego, utworzonego dla przeciwdziałania ewentualnej próbie zajęcia Wolnego Miasta Gdańska przez wojska niemieckie. 
Komendantem WOS został mjr obs. Władysław Tuchółko. Transportem powietrznym (eskadra Fokkerów F-VII B/3m) dowodził kpt. pil. Feliks Kulesza. Na instruktorów szkolenia wojskowo-specjalistycznego powołano por. piechoty Jerzego Góreckiego, ppor. saperów Jerzego Sigenfelda i ppor. łączności Wacława Malinowskiego, a szkolenie spadochronowe powierzono instruktorom cywilnym: Feliksowi Zacharskiemu i Antoniemu Grabowskiemu. 
Zadaniem WOS było przygotowanie oficerów i podoficerów piechoty, saperów i łączności, do wykonywania zadań dywersyjnych na tyłach wroga. Dla potrzeb wojsk desantowych skonstruowano nową, lekką radiostację o zasięgu do 30 km i inny sprzęt wojskowy (miniaturowe miny, pistolety maszynowe „Mors”, zasobniki z amortyzatorami do transportu ckm, amunicji, spadochrony ciężarowe o nośności 120 kg itp.) Skoczkowie wykorzystywali spadochrony typu „Polski Irwin”, produkowane w Legionowie.
Szkolenie pierwszych kandydatów na żołnierzy wojsk powietrznodesantowych rozpoczęto 1 maja 1939. Byli to specjalnie dobrani oficerowie i podoficerowie, absolwenci Wyższej Szkoły Wojennej w Warszawie, znający języki obce. Na początku czerwca 1939 ukończono szkolenie teoretyczne pierwszych 80 osób, a szkolenie praktyczne 5 sierpnia 1939. Etapami szkolenia praktycznego były: ćwiczenia na trapezie, skoki z wieży oraz skoki ze spadochronem z samolotu (w dzień i w nocy). Uczestnicy kursu przechodzili także ćwiczenia dywersyjne np.: sposoby niszczenia mostów, wiaduktów, torów kolejowych, walka wręcz i strzelanie z różnych typów broni.
2 sierpnia 1939 WOS w Bydgoszczy przeprowadził pokaz działania bojowego desantu dywersyjnego, zorganizowany w rejonie Zielonki k. Warszawy. Pod osłoną nocy oddział 20 ludzi (8 żołnierzy piechoty, 9 saperów i 3 łączności) zrzucony z 3 samolotów zniszczył napowietrzną linię telegraficzną oraz linię kolejową Mińsk Mazowiecki-Tłuszcz na odcinku między stacjami: Cyganów i Pustelnik (później saperzy naprawili zniszczenia).
Po zakończeniu kursu jego uczestnicy powrócili do macierzystych jednostek, co spowodowało, że niemożliwe było wykorzystanie ich jako zgranego i skutecznego zespołu. Od 7 sierpnia do 16 września 1939 zaplanowano kolejny turnus szkoleniowy dla 40 nowych żołnierzy.
W ostatnich dniach sierpnia 1939 szkolenie WOS zostało przerwane, a samoloty Fokker przebazowano na lotnisko w Małaszewiczach, skąd miały być organizowane dywersyjne desanty spadochronowe na terenie Prus Wschodnich. 1 września 1939 żołnierze WOS w Małaszewiczach uczestniczyli w akcji ratowania zbombardowanego przez Niemców sprzętu oraz udzielali pomocy rannym. Druga grupa żołnierzy WOS, która pozostała w Bydgoszczy, 2 września 1939 wyruszyła koleją na wschód. W okolicy Inowrocławia pociąg zaatakowały samoloty Luftwaffe, a część oddziału w połowie września dotarła do przedmościa rumuńskiego. Żołnierze bydgoskiego WOS przedostali się na zachód Europy i uczestniczyli w formowaniu 1 Samodzielnej Brygady Spadochronowej oraz byli instruktorami w angielskiej „Central Landing School” w Ringway koło Manchesteru (pierwszym jej komendantem był por. Jerzy Górecki z WOS). W ośrodku szkolenia spadochronowego Largo House Polacy własnym kosztem wybudowali ośrodek wstępnego treningu oraz pierwszą na terenie Anglii wieżę spadochronową. W czasie II wojny światowej polscy instruktorzy wyszkolili łącznie 4825 skoczków, m.in. Francuzów, Belgów, Norwegów, Czechów i polskich Cichociemnych. Inna część trafiła wraz z transportem do Brześcia w celu dalszego szkolenia. 18 września 1939 w Równem na Wołyniu dostali się do niewoli sowieckiej. Od 1939 do 05 września 1941 przebywali w łagrach, m.in. Kotlas, Uchta, Pieczora, gdzie budowali linie kolejowe. Niektórym udało się wstąpić do Armii Polskiej w ZSRR w Tockoje k/Buzułuku, skąd zostali skierowani do lotnictwa. 

## Obsada personalna ośrodka
Pokojowa obsada personalna ośrodka w marcu 1939:
- komendant – mjr Władysław Tuchulka
- dowódca eskadry samolotów – kpt. Feliks Leon Kulesza
- oficer administracyjno-biurowy – por. Zenon Kazimierz Kędzierski